# ریدر (خرم‌آباد)
ریدر روستایی در دهستان چم سنگر بخش پاپی شهرستان خرم‌آباد استان لرستان ایران است.
پیشینه طایفه لیریایی و مهاجرت 
منطقه  رگ و ریدر از لحاظ استراتژیک جزو مکان های محصور در کوهستان می باشد و قبل از ورود طایفه لیریایی (تیره رگی) بین سالهای ۱۰۸۰ تا ۱۰۰۶ هجری شمسی مسکونی نبوده  و زمین های آن به احتمال زیاد توسط ابوالحسن نیای اعلای رگی ها از  رعایای ساکن اطراف خریداری شده ؛و پناهگاهی بوده  برای بازماندگان متواری سلسله اتابکان لر کوچک از حکومت مرکزی  که به میانکوه و بخش پاپی اتابکان لر کوچک آورده اند‌ و وجود قبرستانی  در مالگه مفریجه با سنگ قبرهایی به قدمت ۴۰۰ سال سندی بر این مدعاست  
حیات سیاسی این طایفه در این جا به پایان نمی رسد بلکه در دو سده اخیر نیز نقش خرده مالک داشته و حالتی نیمه مستقل در هژمونی ایلیاتی پاپی به سر برده اند  
موقعیت جغرافیایی
بخش پاپی یکی از بخش‌های استان لرستان در شمال خوزستان ایران است. این بخش دربر دارنده سکونت جمعیتی از ایلات لر سکوند، بختیاری و بویژه پاپی است. مردم پاپی در این بخش به لهجه پاپیونه که یکی از لهجه‌های گویش لری بالاگریوه ای است سخن می‌گویند .
یکی از عوامل اصلی زندگی در روستا ارامشی است که در ان حاکم می باشد. این منطقه به دلیل پوشش گیاهی که دارد مکان مناسبی برای ذامداری و دامپروری می باشد. مردمان این روستا خونگرم و مهمانوازاند. 
این منطقه پوشیده از درختانی بلوط با پوشش گیاهی مناسب و بکر می باشد.گیاهان وحشی بسیاری در این منطقه می روید که میتوان از عمده ان ها به کنگر، بلو بری(مورت)، گیرچ، توت وحشی، پسته وحشی(قلنگ)، بلوطو... اشاره کرد.
با پیشرفت تکنولوزی و ابادانی در این روستا بسیاری از جوانان به این منطقه بازگشته و به دامداری و دامپروری پرداخته اند.
در سال 1399 به تعداد خانه های موجود در این روستا افزوده شده است.
زبان
________________________________________________________________________________
مردم ایل پاپی (لری بالاگریوه ای) سخن می‌گویند. اکثر مردم این روستا از ایل پاپی و طایفه لیریایی هستند
موقعیت جغرافیایی
__________________________________________________________________________________
این روستا در کیلومتر ۵۲۵راه آهن لرستان قرار دارد.

## جمعیت
بر پایه سرشماری عمومی نفوس و مسکن در سال ۱۳۹۵ جمعیت این مکان ۱۸ نفر (۵خانوار) بوده‌است.